# Radići (żupania primorsko-gorska)
Radići – wieś w Chorwacji, w żupanii primorsko-gorskiej, w gminie Malinska-Dubašnica. W 2011 roku liczyła 175 mieszkańców.